# Viitaniemiïta
La viitaniemiïta és un mineral de la classe dels fosfats. Rep el seu nom de la localitat finlandesa de Viitaniemi, on va ser descoberta.

## Característiques
La viitaniemiïta és un fosfat de fórmula química Na(Ca,Mn2+)Al(PO₄)(F,OH)₃. Va ser aprovada com a espècie vàlida per l'Associació Mineralògica Internacional l'any 1977. Cristal·litza en el sistema monoclínic. La seva duresa a l'escala de Mohs és 5.
Segons la classificació de Nickel-Strunz, la viitaniemiïta pertany a «08.BL: Fosfats, etc. amb anions addicionals, sense H₂O, amb cations de mida mitjana i gran, (OH, etc.):RO₄ = 3:1» juntament amb els següents minerals: beudantita, corkita, hidalgoïta, hinsdalita, kemmlitzita, svanbergita, woodhouseïta, gal·lobeudantita, arsenogoyazita, arsenogorceixita, arsenocrandal·lita, benauita, crandal·lita, dussertita, eylettersita, gorceixita, goyazita, kintoreïta, philipsbornita, plumbogummita, segnitita, springcreekita, arsenoflorencita-(La), arsenoflorencita-(Nd), arsenoflorencita-(Ce), florencita-(Ce), florencita-(La), florencita-(Nd), waylandita, zaïrita, arsenowaylandita, graulichita-(Ce), florencita-(Sm) i pattersonita.

## Formació i jaciments
Es troba com a inclusions en eosforita i morinita, en una pegmatita de granit complexament zonat, així com en druses de granit. Va ser descoberta l'any 1977 a la pegmatita de Viitaniemi, a l'àrea d'Eräjärvi, Orivesi (Finlàndia).